# Come Out and Play (The Offspring)
Come Out and Play è un singolo della band punk Offspring. È stato pubblicato sul loro terzo album, Smash.
Ha raggiunto la posizione numero 1 sulla Billboard Modern Rock Tracks.

## Tracce[4]
1. Come Out and Play
2. Session
3. Come Out and Play (Versione acustica)

## Storia
La canzone affronta il problema delle pistole e della violenza delle gang giovanili dentro i campus universitari.
(Come Out and Play)
La versione strumentale della canzone è nota per usare una chitarra simile ad un sitar.
You gotta keep `em separated deriva da un fatto accaduto a Dexter Holland quando lavorava in un laboratorio di biotecnologia: doveva far sviluppare dei batteri per alcuni test ma questi si mischiavano e lui doveva tenerli separati. Da questo "I've gotta keep'm separated" è arrivata la frase nella canzone.

## Video
Il video, costato 5.000$, è stato il primo della band.
Girato nel maggio del 1994 con una voluta predominanza del colore arancione, mostra gli Offspring suonare all'interno del garage di una casa. Sono presenti anche delle scene in cui si vedono delle lotte fra cani, delle corse di cavalli, degli incantatori di serpenti e delle gare di scherma.

## Altre versioni
- Gli Offspring stessi hanno fatto una versione strumentale della canzone. Può essere ascoltata alla fine dell'album Smash ed anche nel singolo di Come Out and Play.
- La canzone è stata reinterpretata dai Richard Cheese and the Lounge Against the Machine sia nel loro album del 2000, Lounge Against the Machine, sia nel loro album del 2006, The Sunny Side of the Moon: The Best of Richard Cheese.
- Sono state fatte quattro parodie della canzone: Gotta Keep Her Penetrated dei Blowfly[11], Come Out and Pray di ApologetiX[12], Wrong Foot Amputated di Bob Rivers[13] e Laundry Day di "Weird Al" Yankovic[14].

## Come Out and Playnella cultura di massa
- È presente nei film Bubble Boy[15] e Cambia la tua vita con un click[16].
- È presente nei videogiochi Rock Band 2[17] e Rock Band Unplugged[18].

## Formazione
- Dexter Holland - voce e chitarra
- Noodles - chitarra e cori
- Greg K - basso e cori
- Chris "X-13" Higgins - voce d'accompagnamento
- Ron Welty - batteria

## Classifiche
| Classifica (1994)             | Posizione massima |
| ----------------------------- | ----------------- |
| Australia                     | 8                 |
| Canada                        | 43                |
| Francia                       | 14                |
| Paesi Bassi                   | 32                |
| Regno Unito                   | 98                |
| Stati Uniti (alternative)     | 1                 |
| Stati Uniti (mainstream rock) | 10                |
| Stati Uniti (pop)             | 39                |
| Stati Uniti (radio)           | 38                |
| Svezia                        | 23                |

È compreso nella classifica IGN delle canzoni rock maggiormente fraintese della storia.